# 河村一夫
河村 一夫（かわむら かずお、1947年（昭和22年）1月19日 - ）は、日本のフィールドホッケー選手。

## 経歴・人物
福井県生まれ。天理大学出身。1968年メキシコシティーオリンピックで男子トーナメントに出場した。のち、審判員となった。 